# Betty Lawford

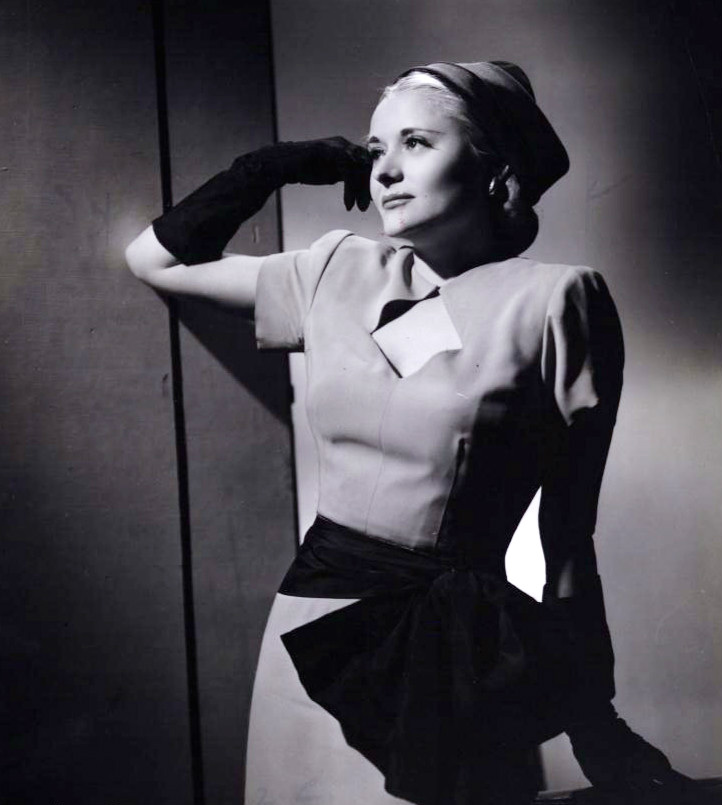
Betty Lawford

Betty Lawford (* 1. Februar 1912 in London, Vereinigtes Königreich; † 20. November 1960 in New York) war eine britische Theater- und Filmschauspielerin, die in den Vereinigten Staaten künstlerisch tätig war.

## Leben
Betty Lawford war die Tochter des Schauspielerpaares Ernest und Janet Slater Lawford, ein Cousin war der Schauspieler Peter Lawford. Sie spielte bereits mit 14 Jahren am Broadway. Ab 1929 folgten auch Rollen in Filmen, größere hatte sie in Gentlemen of the Press als Dorothy und in Return of Sherlock Holmes als Mary Watson. Ihr filmisches Schaffen umfasst insgesamt 15 Produktionen, in erster Linie blieb Lawford jedoch Bühnenschauspielerin.
Von 1931 bis zur Scheidung 1937 war sie mit dem Filmemacher Monta Bell verheiratet und von 1955 bis zu ihrem frühen Tod 1960 mit Burton „Barry“ Buchanan. Sie starb 48-jährig in einem New Yorker Krankenhaus nach dreiwöchiger Krankheit.

## Filmografie
- 1929: Gentlemen of the Press
- 1929: Lucky in Love
- 1929: The Return of Sherlock Holmes
- 1930: Old English
- 1931: Secrets of a Secretary
- 1933: The Monkey's Paw
- 1933: Berkeley Square
- 1933: Gallant Lady
- 1934: Let's Be Ritzy
- 1934: The Human Side
- 1936: Liebe vor dem Frühstück (Love Before Breakfast)
- 1937: Criminal Lawyer
- 1937: Stolen Holiday
- 1943: Stage Door Canteen (Cameo-Auftritt)
- 1947: The Devil Thumbs a Ride